# E-mu Emulator

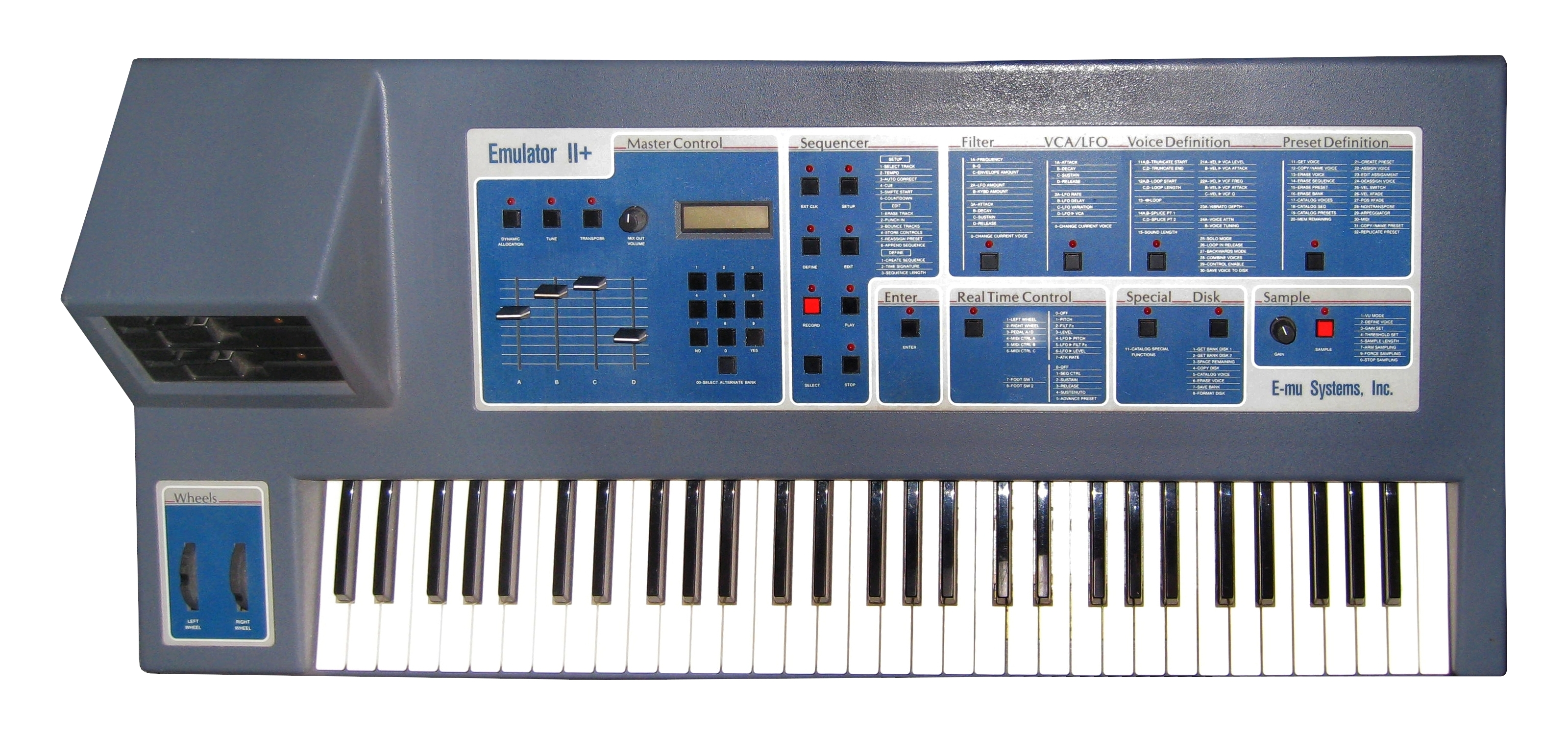
Un Emulator II+

L' Emulator est un échantillonneur musical conçu la firme américaine E-mu et produit à partir de 1981. La gamme Emulator se décline au fil des ans et des progrès techniques en modèles de plus en plus performants. À la suite de l'Emulator se succèdent ainsi principalement au catalogue l'Emulator II (1984), l'Emulator III (1987) et l'Emulator IV (1994).

## Emulator
Le premier Emulator, sorti en 1981, est un échantillonneur qui se positionne comme une alternative bon marché au très onéreux Fairlight CMI. Il utilise des disquettes 5 1/4" pour stocker les données et dispose d'une mémoire interne de 128 Ko, autorisant environ 2 secondes d'échantillonnage. Stevie Wonder est l'un des premiers utilisateurs de l'Emulator, qui sera produit à environ 500 exemplaires jusqu'en 1984. L'Emulator a notamment été utilisé dans la chanson Human Nature de Michael Jackson, dans l'album Zoolook de Jean-Michel Jarre, dans la musique originale de Vangelis pour Blade runner de Ridley Scott ou encore dans la chanson Tour de France de Kraftwerk pour les sonorités de souffle évoquant les coureurs cyclistes en plein effort. Joe Zawinul également l'utilisera sur scène et en studio. On peut l'entendre dans la chanson "Confians" de Mino Cinelu, de l'album de Weather Report "Sportin' Life", ou il joue une petite partie de flûte de pan, ou même un solo de cor, dans le morceaux "I'll Never forget You", Weather Report "This Is This". Joe Zawinul avait été jusqu'à échantillonner le saxophone de Wayne Shorter, afin de l'incorporer dans ses projets solos.

## Emulator II
L'Emulator II est commercialisé en 1984 et remplace l'Emulator. Comme le premier modèle, il gère les échantillons au format 8 bits avec la même fréquence d'échantillonnage de 27.7 kHz, mais possède des convertisseurs améliorés. L'Emulator II est équipé de l'interface MIDI, il dispose de beaucoup plus de paramètres pour la synthèse et le traitement des échantillons tandis que sa mémoire étendue (de 512 Ko à 1 Mo) autorise également des temps d'échantillonnage plus long. L'Emulator II a été très populaire dans les années 1980, particulièrement prisé par des groupes comme Pet Shop Boys ou Depeche Mode. Il en existe une version II+ avec le double de mémoire d'échantillonnage, et un modèle II+HD doté d'un disque dur de 20 Mo.

## Emulator III
L'Emulator III sort en 1987 et est fabriqué jusqu'en 1990. Doté de 4 à 8 Mo de mémoire, il échantillonne en 16 bits à 44.1 kHz. Reprenant les particularités du modèle précédent en combinant notamment l'échantillonnage et la synthèse, l'Emulator III requiert cependant une certaine dextérité car son utilisation est relativement complexe. C'est l'une des raisons de son échec commercial malgré le potentiel indéniable de l'instrument. Le modèle rack a été produit à environ 1500 exemplaires.
Genesis l'a par exemple utilisé. Sur l'album Violator de Depeche Mode (1990) figurent de nombreux sons également issus de l'Emulator III. Un Emulator III est utilisé par Steve Porcaro pour l'interprétation de la chanson des Porcaro Brothers Young At Heart lors de la finale de la Coupe d'Europe de football entre Dortmund et Juventus au Stade Olympique de Münich en 1997. Les Emulator II et III sont utilisés pour l'album solo de Tristan Decamps (Ange) "Le Bruit des Humains" sorti en 2013.

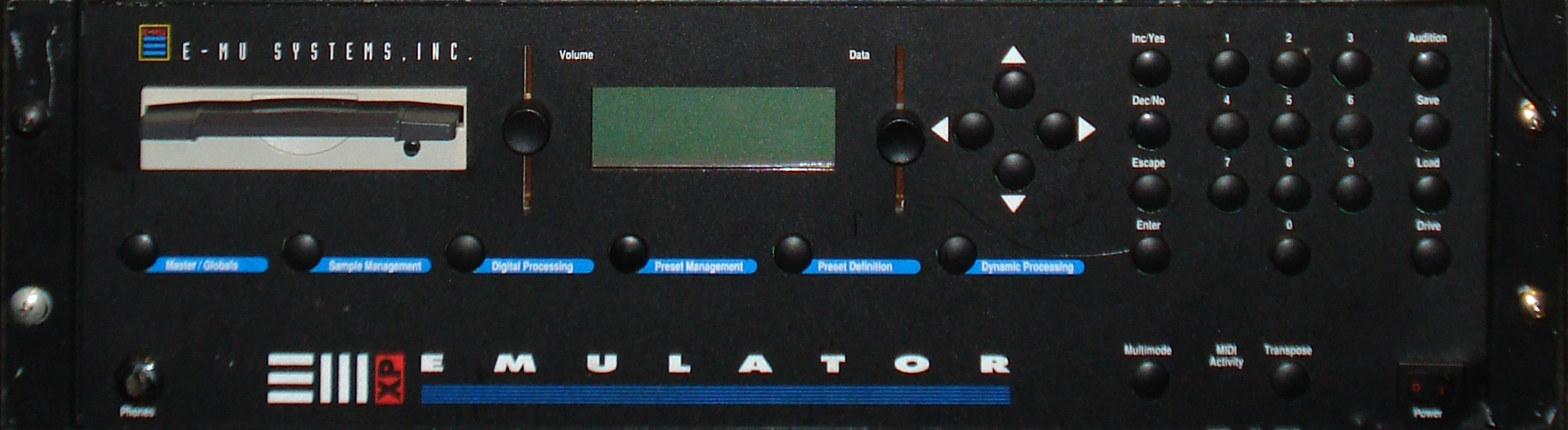
E-mu Emulator IIIXP

## Emulator IV
L'Emulator IV voit le jour en 1994. Cet instrument de la quatrième et dernière génération d'Emulator est le plus puissant et complet de la gamme (capacité, mémoire, synthèse, polyphonie étendue etc.). Il servira de base pour les échantillonneurs que E-mu proposera par la suite : E4k, E4X et E6400 notamment.